# Orbea lutea
Orbea lutea är en oleanderväxtart. Orbea lutea ingår i släktet Orbea och familjen oleanderväxter.

## Underarter
Arten delas in i följande underarter:
- O. l. lutea
- O. l. vaga